# Marcusstraat
De Marcusstraat is een relatief korte straat in Amsterdam-Oost.

## Geschiedenis en ligging
De straat kreeg haar naam per raadsbesluit 24 mei 1895 van de gemeente Nieuwer-Amstel. Zij werd vernoemd naar een vroegere burgemeester van die gemeente Balthasar Jan Frederik Marcus. De naam werd gegeven toen al jaren in de lucht hing dat dit stuk van Nieuwer-Amstel op niet vriendelijke wijze overgenomen zou worden door gemeente Amsterdam; die annexatie vond uiteindelijk op 1 mei 1896 plaats. Even ten noorden van de Marcusstraat ligt de Grensstraat, de oude grens tussen de beide gemeentes.
De straat begint aan de Weesperzijde, de plaatselijke oever van de Amstel. De straat loopt oostwaarts tot wat eerst het traject van de Spoorlijn Amsterdam - Elten was naar/van Station Amsterdam Weesperpoort. Na de Spoorwegwerken Oost was het eindpunt van de straat de Wibautstraat.

## Gebouwen
De oorspronkelijke bebouwing dateert van rond 1900. Het betreft herenhuizen, maar ook fabrieksgebouwen. Zo stond op de hoek Marcusstraat en Wibautstraat (zuidkant) een van de fabrieken van Luycks (Luyckx) Mosterd. Op een binnenterrein aan de zuidkant stond tussen 1886 en omstreeks 1918 de Deli Bierbrouwerij, die toen werd overgenomen door Heineken. Beide hoeken tussen de Marcus- en Wibautstraat werden begin 21e eeuw gesloopt en er kwam nieuwbouw.
Amsterdam registreerde in het begin dat de straatnummers liepen van 1 tot en met 31 en 2 tot en met 20. In de loop der jaren verdween een deel van de oorspronkelijke bebouwing en kreeg het ook een nieuwe nummering. Bij nieuwbouw werd al dan niet rekening gehouden met de bestaande gebouwen.

### Marcusstraat 46-52
Dit gebouw werd rond 1897 ontworpen door architect Willem Langhout met een verdubbeling van het vloeroppervlak in 1915 onder leiding van Willems zoon architect Gerard Johan Langhout. Het gebouw was bedoeld als magazijn en werkplaats voor de firma Ferd. Veerkamp en Co, een handelaar en fabrikant van dames- en kinderondergoed en dames- en jongensblouses. De firma liet het inrichten met de nieuwste door stoom aangedreven machines, de zaak was elektrisch verlicht. Na verloop van tijd begon de Vereniging van Werkgevers in het kledingbedrijf er een opleidingsprogramma tot verkoopster en later tot industrienaaisters (Vakschool tot Opleiding van Verkoopsters en Industrienaaisters). In 1930 was de firma Veerkamp opgeheven en vervolgens werd een groot deel van het gebouw klaar gemaakt voor de ontvangst van de tweede vakschool tot opleiding van industrienaaisters. Minister Jan Terpstra kwam de school openen. Dit opleidingsinstituut zat er tot in de jaren zeventig, al was haar naam in 1932 al gewijzigd in Nijverheidsschool voor Meisjes. De school heeft te lijden onder de Tweede Wereldoorlog. Het grote gebouw was niet warm te krijgen, avondlessen konden niet gegeven worden door verduisterbepaling en Joodse meisjes mochten er eerst niet meer leren en werden later weggevoerd en omgebracht. In 1975 kreeg ze een nieuwe naam: Nijverheidsschool OverAmstel; in 1982 na een fusie School voor beroepsonderwijs Hortus-OverAmstel met de disciplines Mode en kleding en Uiterlijke verzorging. In 1994 volgde opnieuw een fusie met Technisch College Zeeburg. Voor elke organisatorische wijziging werd er verbouwd. In 2000 werd die laatste weer overgenomen door ROC Amsterdam. In de 21e eeuw vestigde Marci Panis, een broedplaats voor (podium)kunsten, zich in het gebouw.
Het gebouw werd in augustus 2013 tot gemeentelijk monument verklaard.

### Luycksterrein
De gebouwen van Luycks werden rond 2002 gesloopt; de terreinen werden vervolgens gereed gemaakt voor woningbouw. Tot aan het Schollenbrugpad kwam een appartementencomplex met bedrijfsruimten, ondergrondse parkeergarage met eengezinswoningen op een binnenterrein. Een bierbrouwershuis (Deli Bierbrouwerij) werd bij de sloop ontzien en omgebouwd tot atelier. Het werd in 2007 opgeleverd naar een ontwerp van Maccreanor Lavington Architects. het kreeg deels adressen aan de Marcusstraat (54-84).

### Marcusstraat 21-135
De huisnummerreeks aan oneven zijde kreeg rond 2013 een aanmerkelijke uitbreiding. De oude bebouwing werd onder protest gesloopt en er werd ook weer onder protest gebouwd aan Wibautveste. Het protest liep op tot de Raad van State. Het is een complex met 72 appartementen dat een hoge gevel heeft aan de Wibautstraat (aansluitend op de rest van de bebouwing) en een lage gevel aan de Marcusstraat (aansluitend op de herenhuizen). Het gebouw heeft een horizontaal ingedeeld uiterlijk met een lichtgekleurde plint, donkergekleurde tussenetages en weer lichte bovenetages. PBV Architecten (Roel van Bakel) ontwierp het gebouw inclusief bedrijfsruimten en parkeergarage.

## Afbeeldingen

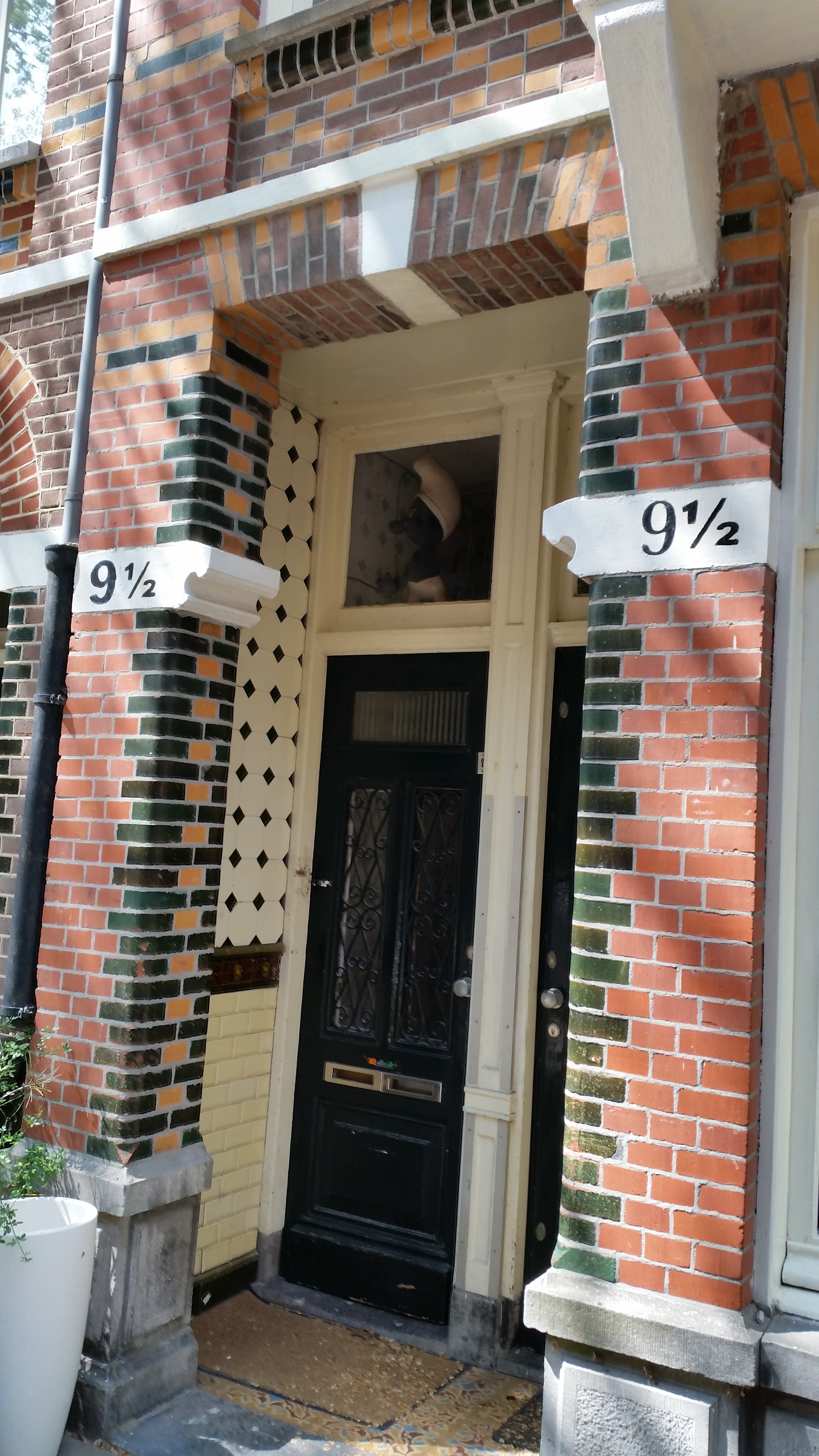
Marcusstraat 9 ½ (mei 2019)
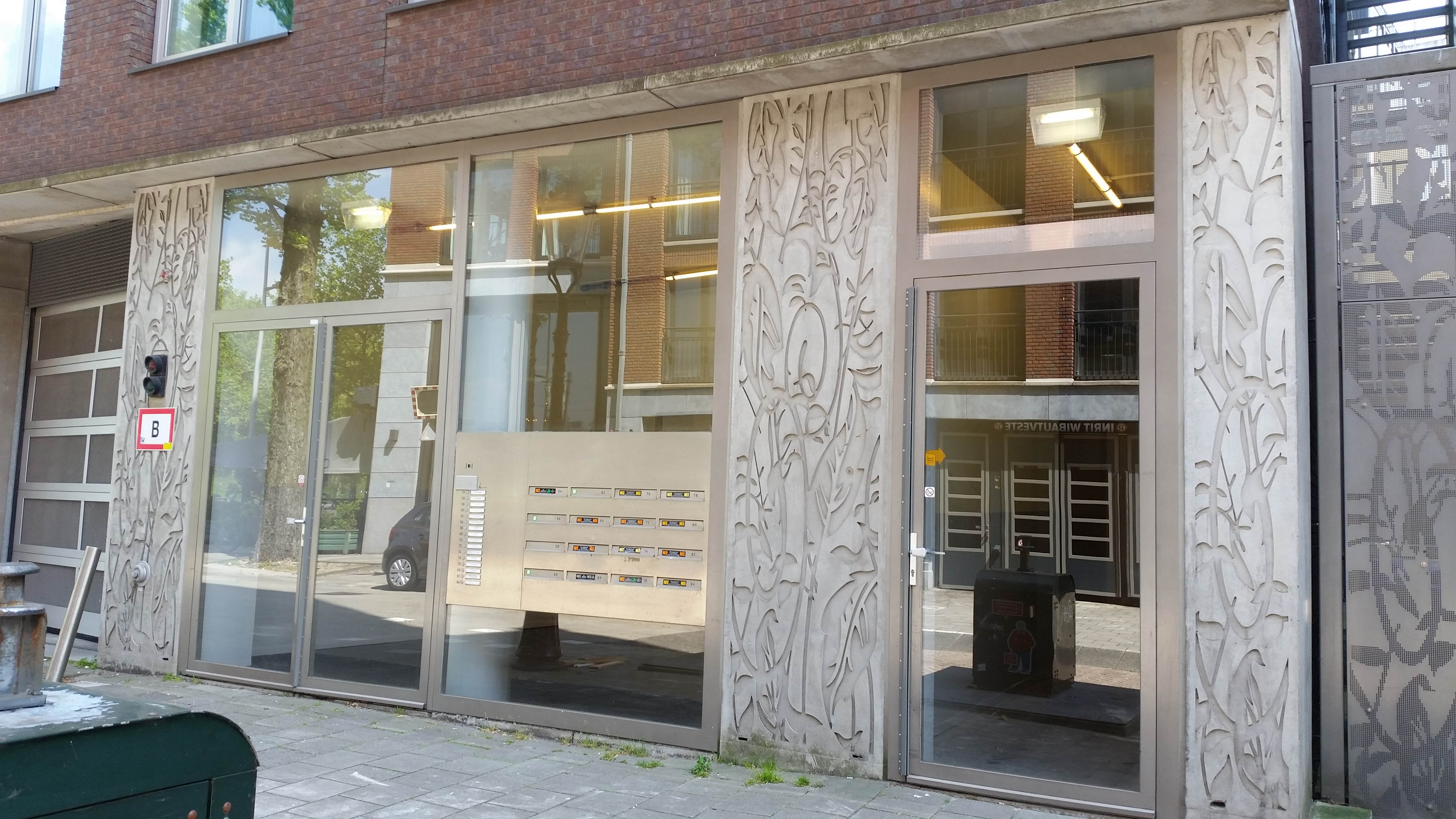
Gevel Luycksterrein aan de Marcusstraat (mei 2019)
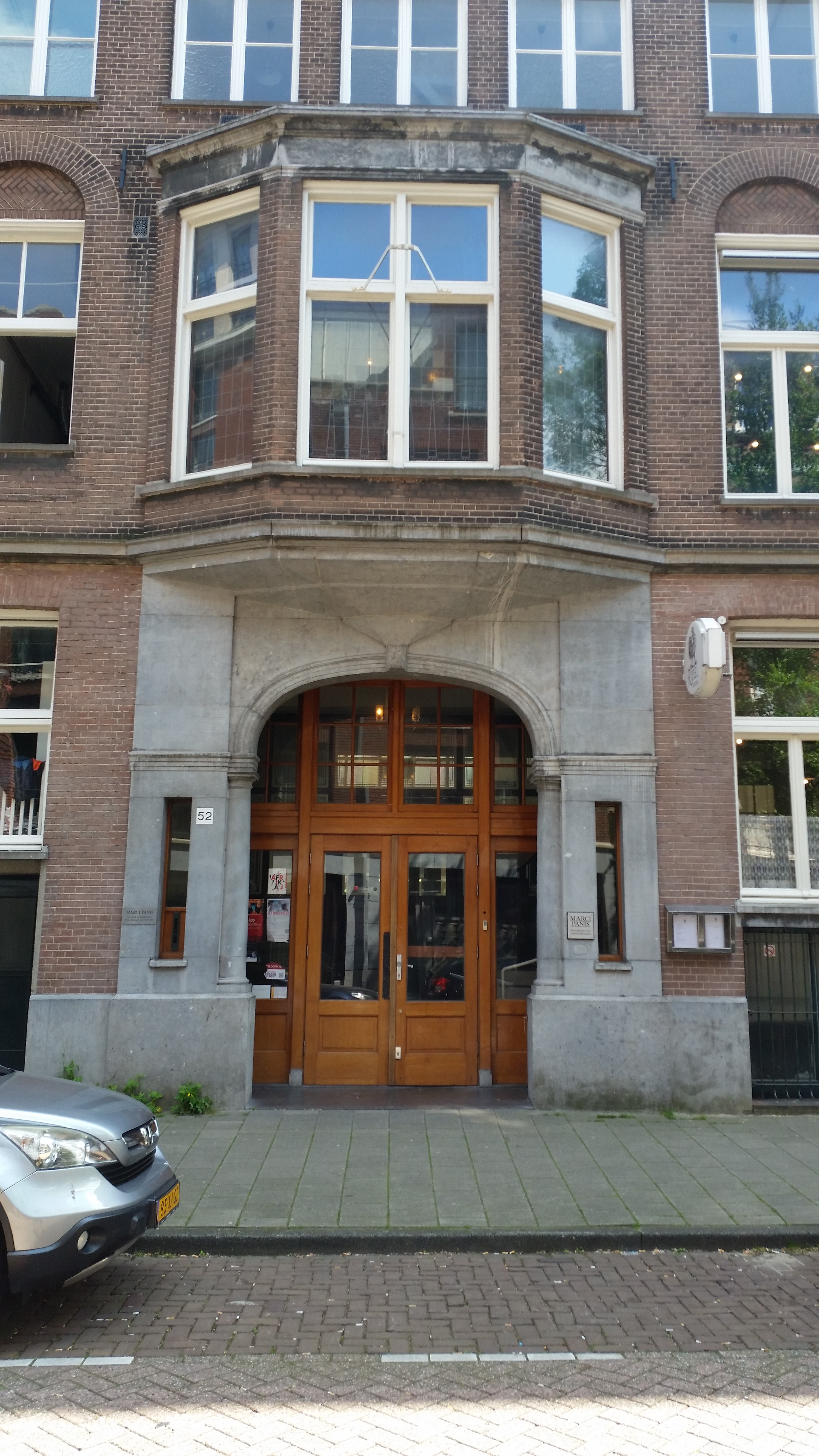
Toegang Marcusstraat 46-62 (mei 2019)
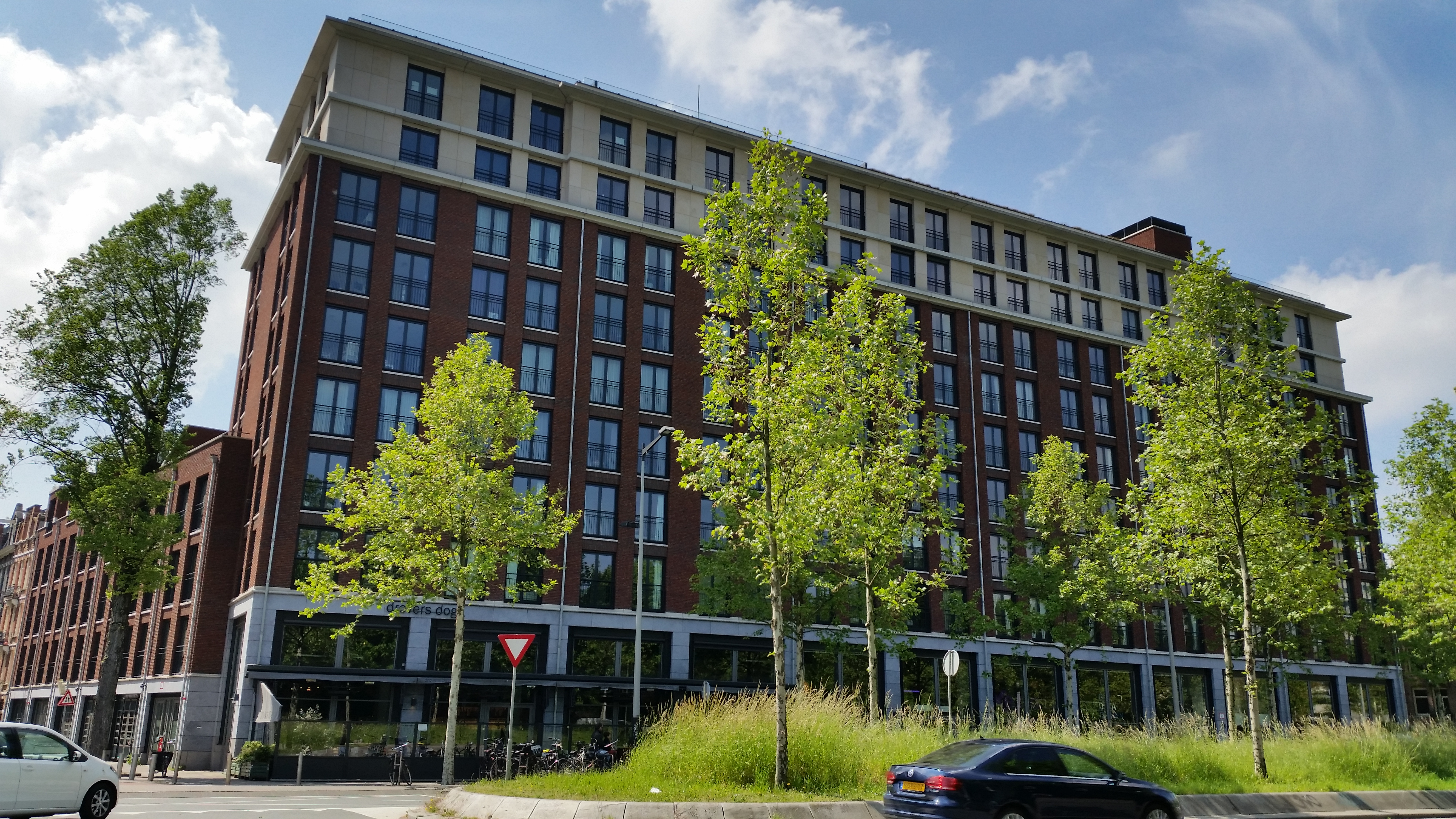
Wibautveste met de Marcusstraat links (mei 2019)